# Vaderlandsche Letteroefeningen

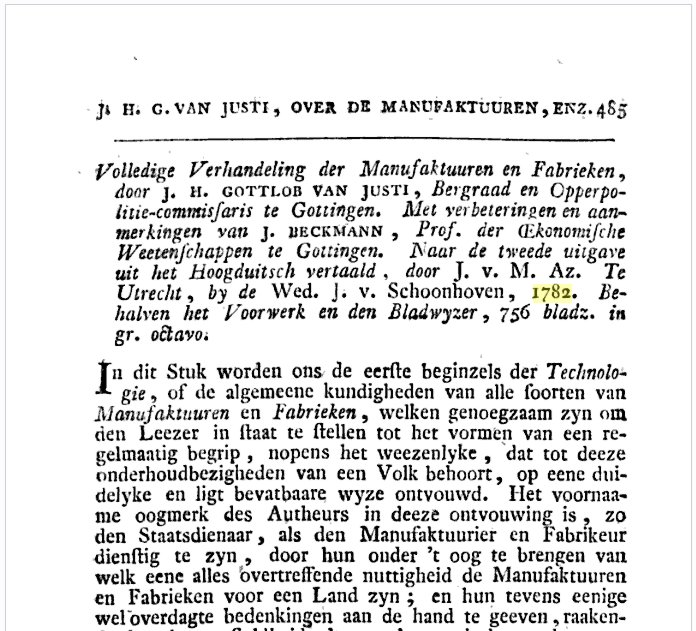
Een excerpt uit een Algemeene Vaderlandsche Letteroefeningen van 1782.

Vaderlandsche Letteroefeningen (later ook verschenen onder gevarieerde titels, ook wel VLO) was een Nederlands literair-cultureel tijdschrift tussen 1761 en 1876. Het tijdschrift verscheen min of meer maandelijks met zo'n 50-100 pagina's per exemplaar en was een van de toonaangevende literair-culturele tijdschriften van Nederland.
Vaderlandsche Letteroefeningen werd in 1761 opgezet in de tijdgeest van de Verlichting door doopsgezinde voorganger Cornelis Loosjes en zijn broer Petrus om de lezers op de hoogte te stellen van publicaties door middel van recensies en algemenere beschouwingen. Later werden ook kleinere publicaties zoals gedichten en korte verhalen aan het concept toegevoegd (Mengelwerk) die samen met de Boekbeoordelingen de belangrijkste secties zouden blijven vormen voor de rest van de levensduur van het tijdschrift. Veel bijdragen werden anoniem gepubliceerd, dus er is geen duidelijk overzicht welke auteurs hebben bijgedragen, al zijn er wel enkele bekend. Zo zijn de oprichters gebroeders Loosjes bekend, was Jacob Yntema redacteur rond 1813 en was Joannes Wilhelmus Bok de laatste hoofdredacteur.
Vaderlandsche Letteroefeningen werd in de loop van de jaren meermalen van titel gewijzigd:
- 1761-1767: Vaderlandsche letteroefeningen
- 1768-1771: Nieuwe vaderlandsche letteroefeningen
- 1772-1778: Hedendaagsche vaderlandsche letteroefeningen
- 1779-1785: Algemeene vaderlandsche letteroefeningen
- 1786-1790: Nieuwe algemeene vaderlandsche letteroefeningen
- 1791-1812: Algemeene vaderlandsche letteroefeningen
- 1813-1876: Vaderlandsche letteroefeningen, of tijdschrift van konsten en wetenschappen